# 塞爾凱特
塞爾凱特（可作Serket / 發音： /ˈsɜːrˌkɛt/ 或 Selcis / 發音： /ˈsɛlsɪs/；也可拼成 Selket）在埃及神話中是治癒毒蟲螫咬的女神，其源自對蠍子的崇拜。
蠍子的螫針會導致麻痺，而塞爾凱特的名字之意「（她）使喉嚨繃緊」便是在描述這種情況，不過瑟凱特的名字也可以解釋為「（她）令喉嚨呼吸」。塞爾凱特除了被認為可以治癒蠍子螫傷外，她也被認為能夠治癒其他會中毒的傷害，例如蛇咬。
在古埃及藝術中，塞爾凱特常被描繪成一隻蠍子或是一位頭頂蠍子的女性。而雖然這位女神似乎並沒有任何專祀的神廟，但在各地聚落中還是有相當數量的祭司。而由於在各種蠍子之中最危險的品種在生活在北非，其螫針毒性足以致命，所以塞爾凱特被認為是一位相當重要的女神，且被許多法老視為守護神。她與早期國王的密切關係暗示她是他們的守護者，兩者之間的密切關係可在蠍子王這個稱號上看到。
而作為保護人們免於毒害與蛇咬的女神，塞爾凱特常被敘述成保護眾神免於巨大蛇魔阿佩普的傷害，此外她有時也被描述成在阿佩普受縛時的看守者。此外瑟凱特也被認為是死者的保護者，特別是中毒或溺斃的死者。她也因此被說成是屍體防腐帳棚的守護者、卡諾卜罈中與毒物相關的腸臟之罈——凱布山納夫（荷魯斯的四個兒子之一）的守護者。而跟她一樣擔任卡諾卜罈守護者還有女神伊西斯、奈芙蒂斯與涅伊特。
之後在埃及歷史長達數千年的時間裡有許多神祇的形象逐漸合而為一，塞爾凱特即與女神伊西斯的形象融合，共享形象與出身，到了最後，塞爾凱特被說成是伊西斯的一種面相，而這種說法還很有影響力。